# 田辺岬
田辺 岬（たなべ みさき、1990年8月15日 - ）は、日本のモデルである。新潟県出身。プラチナムプロダクション所属。

## 略歴・人物
- 3姉妹の末っ子として新潟県に生まれる[2]。
- 短大卒業後にモデル活動を開始[1]。
- 2011年7月3日、ミス・アース・ジャパンコンテストでJOYSOUND賞を受賞[3]。
- 2011年10月18日、第20代（2012年度）トリンプ・イメージガールに金田彩菜と共に選ばれる[1]。
- 2014年9月21日、東京シティサイクリング2014の親善大使を森絵里香と共に務める[4]。

## 出演

### テレビ
- ラフ'sラボ（2013年 - 、フジテレビ）
- 出川哲朗のリアルガチ シーズン2（2015年1月6日、テレビ東京）

### CM
- 小林製薬「ニノキュア」（2013年）
- 富士紡ホールディングス「B.V.D.Ladies」（2014年）

### 広告
- 東日本銀行イメージモデル（2010年 - 2011年）

### ミュージック・ビデオ
- Safarii「Wedding Bell〜こんな私でいいですか?〜」（2013年） - アルバム『Summer Lovers』所収[5]。
- LEO「君への恋 feat.TAK-Z」（2015年） - アルバム『BIRTH』所収[6]。